# أوكلاهوما سيتي (أوكلاهوما)
أوكلاهوما سيتي (Oklahoma City) هي عاصمة وأكبر مدن ولاية أوكلاهوما الأمريكية. هي أيضا حاضرة مقاطعة أوكلاهوما، بولاية أوكلاهوما. تأسست مدينة أوكلاهوما عام 1889.
المدينة تعرف في الولاية باسم «المدينة» وفي كافة أنحاء الولايات المتحدة باسم "OKC" نسبة لرمز مطارها، وهو مطار ويل روجرز العالمي (سمي على نجم الكوميديا الأوكلاهومي ويل روجرز). أوكلاهوما هي منطقة حضرية متزايدة ومتنوعة وكبيرة؛ تعد المركز المدني، ومركز الأعمال، والترفيه، والتجارة بالنسبة للولاية. وهي المدينة الأكبر لمنطقة السهول الكبرى في الولايات المتحدة، ومن حيث السكان فهي المدينة الأكبر «للولايات الغابية» الخمس (أوكلاهوما، وكانساس، ونبراسكا، وداكوتا الشمالية، وداكوتا الجنوبية) وهي أكبر من المدن في الولايات المجاورة (كانساس، وآركانسا، ونيومكسيكو). وهي أيضاً تقاطع طرق رئيسي، حيث أنها واحدة من قلة المدن في البلاد التي بها ثلاثة تقاطعات لطرق سريعة: الطريق السريع 35، والطريق السريع 40، والطريق السريع 44. تكساس، جارتها في الجنوب، مع العديد من مدنها الكبرى، هي شريكة تجارية لها في العديد من الصناعات.
ترتيب أوكلاهوما سيتي من بين أكبر مدن الولايات المتحدة من حيث عدد السكان هو 29 طبقاً لتقرير عام 2005 من مكتب إحصاء السكان الأمريكي. قدر عدد سكان المدينة في 1 يوليو 2004 بما يعادل 532517 نسمة.
مدينة أوكلاهوما كانت موقع تفجيرات في مبنى ألفريد ب. مورا الإتحادي عام 1995، ويعد ذلك العمل الإرهابي الأكبر في الولايات المتحدة الأمريكية قبل هجمات 11 سبتمبر والحدث الأكثر دمارا من قبل الإرهاب الداخلي في تاريخ الولايات المتحدة.

## جغرافيا
طبقا لمكتب الإحصاء الأمريكي، للمدينة مساحة قدرها 1608.8 كم2 (621.2 ميل2). 1572.1 كم2 (607.0 كم2) منها يابسة، و 36.7 كم2 (14.2 ميل2) منها مياه. المساحة الكلية للمياه تعادل 2.28 %.

## وصلات خارجية
- الموقع الرسمي